# Guissona
Guissona là một đô thị trong tỉnh Lleida, cộng đồng tự trị Cataluña Tây Ban Nha. Đô thị Guissona có diện tích là 18,1 ki-lô-mét vuông, dân số năm 2009 là 6267 người với mật độ 346,24 người/km². Đô thị Guissona có cự ly km so với tỉnh lỵ Lleida.